# Scheuermühl
Scheuermühl ist ein Ortsteil der Gemeinde Mintraching im Landkreis Regensburg (Bayern).
Die Einöde liegt auf der Gemarkung Scheuer, hat ein Wohngebäude, drei Einwohner (Hauptwohnsitz, Stand: 31. Dezember 2023) und liegt an der Pfatter.
Bis 1978 gehörte Scheuermühl zu Köfering, wurde aber zusammen mit Scheuer und mehr als 300 Einwohnern an die Nachbargemeinde Mintraching abgetreten.